# Дачне (Семенівський район)
Да́чне — (раніше Язви) колишнє село в Україні, в Семенівському районі Чернігівської області. Орган місцевого самоврядування — Хотіївська сільська рада. 18 червня 2013 року тринадцята сесія Чернігівської обласної ради затвердила рішення про зняття з обліку села.